# 수녀 (소설)

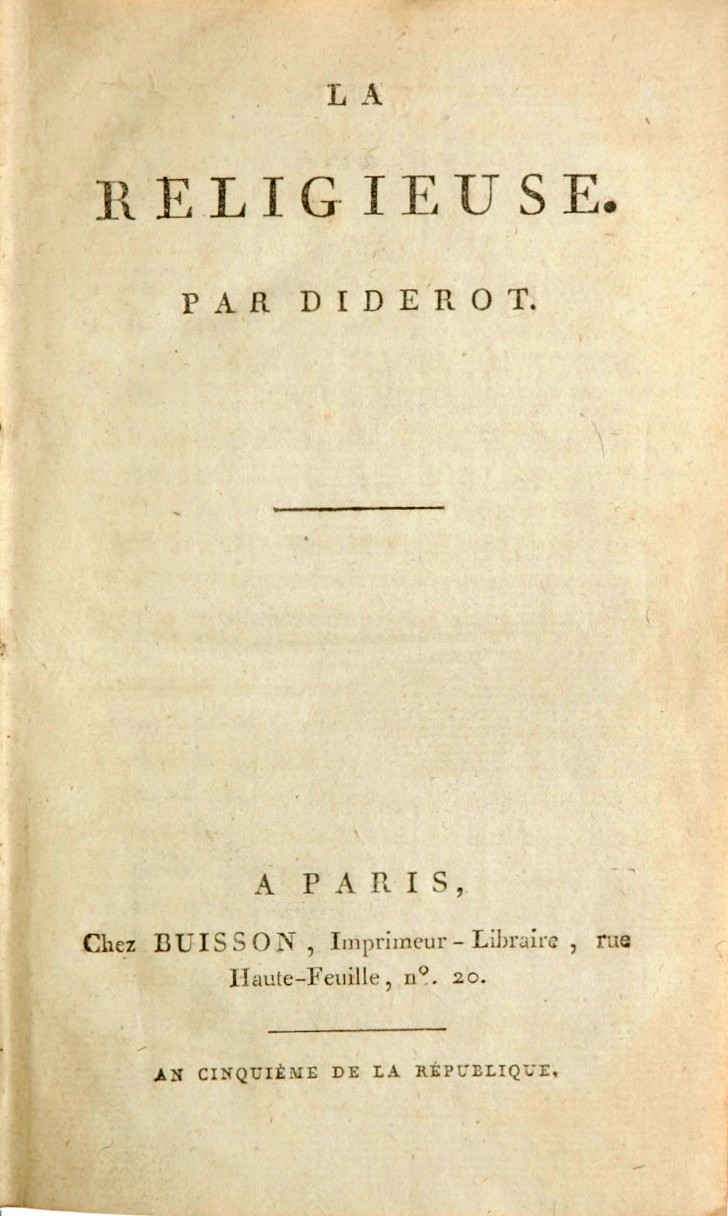
수녀 1796

《수녀》는 드니 디드로가 쓴 소설이다. 수녀원 제도를 비판한 이 소설은 1760년부터 집필되기 시작하였다. 그러나 이 소설의 초판이 발간된 것은 작가 사후 12년이 지난 1796년의 일이었다. 그 사이 프랑스 사회에서는 프랑스 대혁명과 같은 매우 급진적인 변혁이 일어났다. 그럼에도 불구하고 이 소설은 여전히 큰 스캔들을 일으켰으며, 프랑스의 여러 지역에서 금서 판결을 받았다.

## 금서 판결
금서 판결의 이유는 주로 두 가지였다. 그 첫째는 ≪수녀≫에 나타난 종교 비판이다. 이 소설은 부모의 강요로 억지로 수녀가 된 쉬잔 시모넹이란 수녀가 크루아마르 후작에게 자신의 과거를 알리고, 도움을 청하는 긴 편지 형식의 글이다. 그녀는 이전에 수녀 서원을 취소하는 소송을 제기하였다가 패소한 적이 있으며, 그 후 박해를 견디다 못해 급기야는 수녀원 담을 넘어 탈출하였다. 그러나 짧은 생애의 대부분을 수녀원에서 보낸 그녀에게는 아무도 도와줄 사람이 없었다. 그러므로 그녀는 종교경찰에 쫓기는 위급한 상황에서, 수녀 서원 취소 소송 당시 그녀의 사건에 호의적인 관심을 보여주었던 마음씨 좋은 늙은 귀족에게 도움을 호소하기에 이르렀던 것이다.
디드로는 이 소설에서 쉬잔의 순진한 눈을 통하여 수도원이란 제도의 비인간성을 우회적으로 공격한다. 그러나 그의 공격은 수녀원 제도에 국한되지 않고 그러한 제도를 용인하는 기독교 자체로까지 확대된다. 그는 쉬잔을 박해하는 수녀들의 잔인하고 일탈된 행동을 수녀들 개개인의 인간적인 허물로 보지 않는다. 디드로에 의하면 그것은 사회적 동물인 인간을 본성에 반하여 감금해 놓을 때 일어나는 필연적인 현상이다. 그러므로 이러한 감금을 찬양하고 조장하는 기독교는 반인간적인 종교인 것이다. 이처럼 강력한 반종교적 메시지를 가진 이 소설이 인구의 대부분이 가톨릭 신자인 프랑스에서 쉽게 받아들여지기는 어려웠을 것은 쉽게 짐작할 수 있다.
게다가 이 소설에는 레즈비언 수녀원장이 등장하고, 또한 그녀의 일탈적 성행위가 적나라하게 묘사된다. 이 때문에 이 소설은 선정적인 소설로 분류되기도 하였으며 이것 역시 금서 판결의 중요한 근거가 되었다. 이러한 검열은 20세기에 이르러서도 계속되었다.
1966년, ≪수녀≫는 자크 리베트에 의해 영화로 만들어졌다. 이 영화는 프랑스 사회에서 커다란 논란을 불러일으킨 끝에 결국 상영금지 처분을 당하고 말았다. 이것만 보더라도 우리는 이 작품이 18, 19세기 프랑스 사회에 던진 충격을 쉽게 짐작할 수 있다. 2013년에 베일을 쓴 소녀로 영화화되어 한국에서도 개봉했다.